# France aux Jeux olympiques de la jeunesse d'été de 2010
La France participe aux Jeux olympiques de la jeunesse d'été de 2010 à Singapour.
L'équipe française est composée de 61 athlètes qui concourent dans 18 sports : athlétisme, aviron, badminton, basketball, boxe, canoë, escrime, gymnastique, handball, judo, sports nautiques (plongeon, natation), pentathlon moderne, taekwondo, tennis de table, tir, tir à l'arc, triathlon et voile.

## Athlétisme
- Aurélie Chaboudez :  médaillée d'or au 400 m haies
- Sokhna Gallé :  médaillée d'argent au triple saut
- Nina Habold
- Coralie Leturgez
- Alexia Sedykh :  médaillée d'or au lancer du marteau féminin
- Guy-Elphège Anouman
- Nicolas Borome
- Ken Romain

## Aviron
- Noémie Kober :  médaille de bronze en skiff féminin
- William Chopy - Benoît Demey : 8e au deux de pointe sans barreur masculin (finissent 2e de la finale B)

## Badminton
- Léa Palermo
- Lucas Claerbout

## Basket-ball
- Justine Barthelemy
- Rudiane Eduardo
- Lou Mataly
- Onayssa S'Bahi

## Boxe
- Tony Yoka :  médaillé d'or dans la catégorie de +91 kg Garçons

## Canoë-kayak
- Manon Hostens : 3e manche en 1 contre 1 course en ligne ;
- Guillaume Bernis : 3e manche en 1 contre 1 course en ligne.

## Escrime
- Kenza Boudad : inscrite en sabre femmes. Elle arrive en quart de finale, mais se fait éliminer par l'Ukrainienne Komaschuk ; elle termine 5e de la compétition par équipes continentale.
- Arthur Zatko : inscrit en sabre hommes. Le Coréen Song (futur médaillé d'or) l'arrête en quart de finale sur le score de 11 à 15 ; il termine 5e de la compétition par équipes continentale.

## Gymnastique
- Sophia Serseri : 28e du concours général
- Brandon Prost : 15e du concours général (finale)

## Handball
- Adrien Ballet Kebengue
- Benjamin Bataille
- Jordan Bonilauri
- Théophile Caussé
- Théo Derot
- Hugo Descat
- Julian Emonet
- Antoine Gutfreund
- Bryan Jabea Njo (GDB)
- Laurent Lagier-Pitre
- Mathieu Merceron (GDB)
- Timothey N'Guessan
- O'Brian Nyateu
- Kévin Rondel

Matchs de poule : 
- 58 - 4 c. Îles Cook
- 39 - 36 c. Corée du Sud

Demi-finale :
- 21 - 22 c. Égypte

Match pour la 3e place :
- 40 - 27 c. Brésil

 Médaille de bronze à l'épreuve masculine

## Judo
- Julia Rosso-Richetto

## Natation

### Épreuves individuelles
- Mathilde Cini :  médaillée d'or au 50 m dos féminin (29 s 19)
- Marie Jugnet : 7e au 100 m dos féminin (1 min 3 s 65), 4e au 200 m dos (2 min 13 s 60)
- Anna Santamans :  médaille de bronze au 50 m papillon féminin (27 s 31),  médaillée d'or au 50 m nage libre féminin (25 s 40)
- Jordan Coelho : 5e au 100 m nage libre masculin (53 s 96), 4e au 200 m papillon (1 min 59 s 18)
- Mehdy Metella :  médaillé d'or au 100 m nage libre masculin (49 s 99), 7e au 100 m papillon masculin (54 s 35)
- Ganesh Pedurand : 7e au 200 m 4 nages masculin (2 min 4 s 21)
- Thomas Rabeisen : 6e au 100 m brasse masculin (1 min 3 s 62)

### Relais
- Mehdy Metella, Anna Santamans, Mathilde Cini et Jordan Coelho  :  médaille de bronze au 4 × 100 m nage libre mixte (3 min 35 s 90)
- Mehdy Metella, Thomas Rabeisen, Ganesh Pedurand, Jordan Coelho : 6e au 4 × 100 m nage libre masculin (3 min 25 s 63)
- Ganesh Pedurand (dos), Thomas Rabeisen (brasse), Jordan Coelho (papillon), Medhy Metella (libre) :  médaille d'argent au relais 4 × 100 m quatre nages masculin (3 min 43 s 84)
- Marie Jugnet (dos), Thomas Rabeisen (brasse), Jordan Coelho (papillon), Mathilde Cini (libre) : 4e au 4 × 100 m 4 nages mixte (3 min 56 s 64)

## Pentathlon
- Manon Carpentier : 14e de la compétition (14-11-14e)
- Valentin Prades : 8e de la compétition (6-18-8e)

## Plongeon
- Fanny Bouvet au tremplin de 3 m

## Taekwondo
- Hajer Mustapha : éliminée en quarts de finale en catégorie -44 kg
- Samantha Silvestri :  médaille de bronze en catégorie -63 kg
- Faiza Taoussara :  médaille de bronze en catégorie +63 kg

## Tennis de table
- Céline Pang
- Simon Gauzy :  médaille de bronze dans l'épreuve simple messieurs.

## Tir
- Jennifer Olry
- Vincent Jeanningros

## Tir à l'arc
- Laurie Lecointre : 0 - 6 c. Custer Maud (NED) au 1er tour ; 4 - 6 c. Sorsa/Tsybzh au 1er tour.
- Julien Rossignol : 1 - 7 c. Mohammed Jaffar Abdud Dayyan BIn (SIN) au premier tour; 2 - 6 c. Unsal/Mohamed au deuxième tour.

## Triathlon
- Jérémy Obozil : termine 7e de la course à 1 min 37 s 72 du premier ; termine 4e avec le relais mixte continentale.

## Voile
- Clidane Humeau
- Maxime Labat